# NGC 5156
NGC 5156 је спирална галаксија у сазвежђу Кентаур која се налази на NGC листи објеката дубоког неба.
Деклинација објекта је - 48° 55' 0" а ректасцензија 13h 28m 44,2s. Привидна величина (магнитуда) објекта NGC 5156 износи 11,7 а фотографска магнитуда 12,5. Налази се на удаљености од 39,5000 милиона парсека од Сунца. NGC 5156 је још познат и под ознакама ESO 220-13, IRAS 13256-4839, PGC 47283.